# Matteo Renzi
Matteo Renzi (pronunție în italiană [matˈtɛːo ˈrɛntsi]; n. 11 ianuarie 1975, Florența, Italia) este un politician italian care din 22 februarie 2014 până în decembrie 2016 a îndeplinit funcția de prim-ministru al Italiei. Din 15 decembrie 2013 a fost și secretar al Partidului Democrat din Italia. Anterior Renzi a fost președinte al Provinciei Florența în perioada 2004–2009 și primar al Florenței din 2009 până în 2014.
Devenind premier la vârsta de 39 de ani, Renzi i-a luat întâietatea lui Benito Mussolini ca fiind cea mai tânără persoană ajunsă în funcția de prim-ministru al Italiei de la unificarea statului, în 1861. De asemenea, el este prima prima persoană care a fost ales prim-ministru din funcția de primar.
Din 1999 Matteo Renzi este căsătorit cu Agnese Landini, o profesoară, cu care el are doi băieți – Francesco și Emanuele, și o fiică – Ester.
Renzi este pasionat de fotbal și susține clubul ACF Fiorentina din orașul său natal.

## Cărți scrise
- Ma le giubbe rosse non uccisero Aldo Moro. La politica spiegata a mio fratello. Florența: Giunti. 1999. ISBN 88-09-01483-9.
- Tra De Gasperi e gli U2. I trentenni e il futuro. Florența: Giunti. 2006. ISBN 88-09-04793-1.
- A viso aperto. Florența: Polistampa. 2008. ISBN 978-88-596-0448-8.
- "La mi' Firenze". 1949-2009. Florența: Polistampa. 2010. ISBN 978-88-596-0755-7.
- Fuori!. Milan: Rizzoli. 2011. ISBN 978-88-17-04899-6.
- Stil Novo. La rivoluzione della bellezza tra Dante e Twitter. Milan: Rizzoli. 2012. ISBN 978-88-17-05642-7.
- Oltre la rottamazione. Milan: Mondadori. 2013. ISBN 978-88-04-63298-6.